# Markus Sittikus von Hohenems (Salzburg)

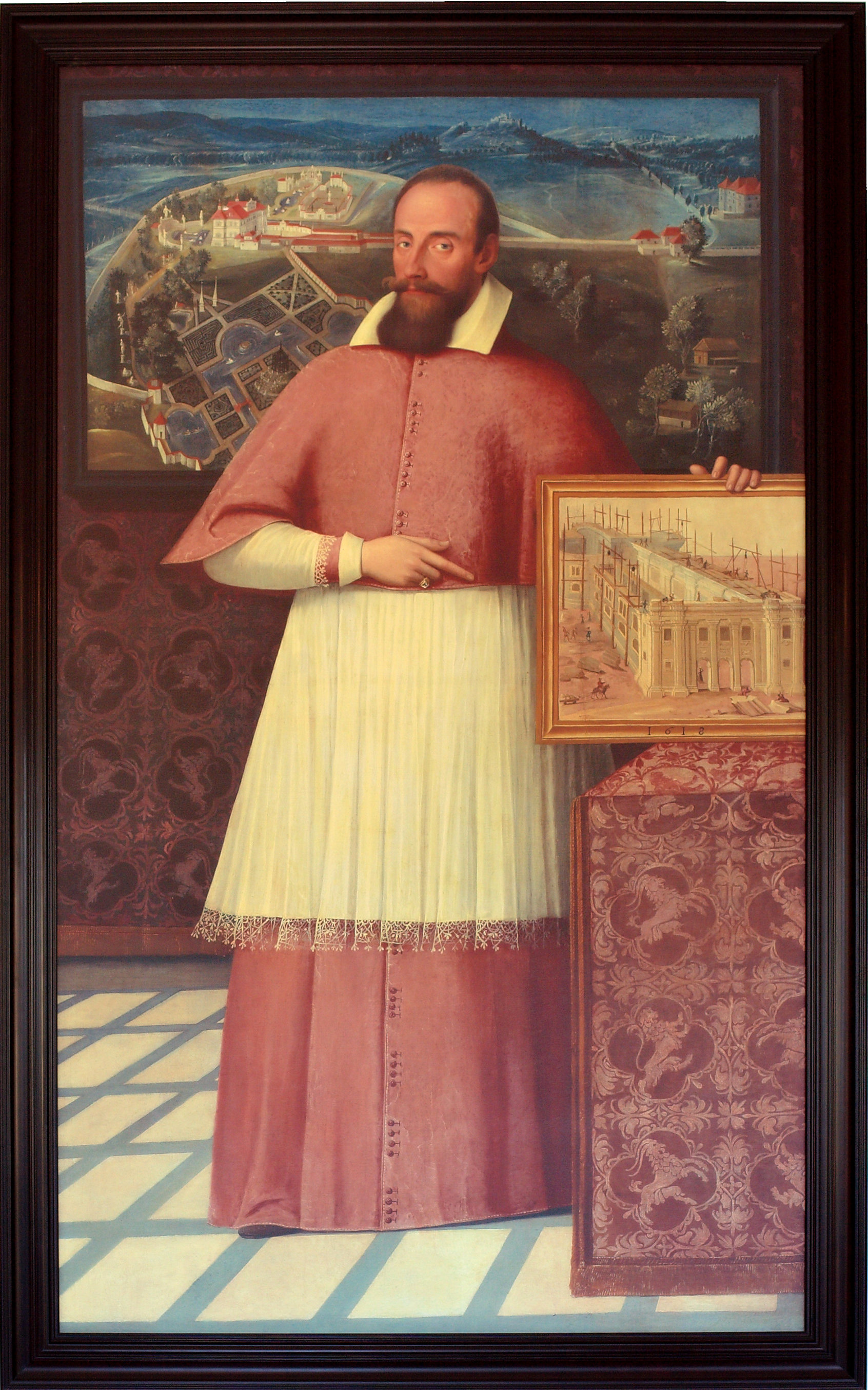
Gemälde im Schloss Hellbrunn

Graf Markus Sittikus von Hohenems, auch Marcus Sitticus von Hohenems (* 24. Juni 1574 in Hohenems; † 9. Oktober 1619 in Salzburg), war von 1612 bis 1619 Fürsterzbischof des Erzstifts Salzburg.

## Leben
Graf Marcus Sitticus IV. von Hohenems entstammte dem Geschlecht der Herren von Ems. Er war das vierte Kind von Jakob Hannibal I. von Hohenems (1530–1587) und Hortensia geb. Borromeo (1551–1578), die 1565 in Rom geheiratet hatten. Gegenüber seinem älteren Bruder Kaspar fühlte er sich übervorteilt, wiewohl seine Verwandten ihn stetig förderten. Als 13-Jähriger erhielt er von seinem Onkel Marco Sittico Altemps im Bistum Konstanz das Kanonikat, welches sein Cousin Wolf Dietrich von Raitenau wegen seiner Wahl zum Salzburger Erzbischof aufgegeben hatte, 1589 Wolf Dietrichs Kanonikat im Salzburger Domkapitel. 1601 war er in Rom. Von 23. September 1601 bis 24. September 1602 war er zum verpflichteten Residenzjahr unter Wolf Dietrich ein Jahr in Salzburg. Am 31. August 1604 wurde er zum Dompropst in Konstanz ernannt. Am 24. September 1604 war er zu einer Domherrensitzung in Salzburg. Anschließend reiste er nach Rom. In den folgenden Jahren errichtete er sich für Aufenthalte während der vielen Reisen Stützpunkte in Gallarate, Konstanz und Wurmlingen. Mai 1606 ist ein Aufenthalt in Salzburg belegt. 1605 erhielt er ein Kanonikat im Domkapitel Augsburg. Am 2. Dezember 1610 ist sein Neffe Jakob Hannibal erstmals mit seinem Vater auf Besuch in Salzburg.
Der Cousin von Wolf Dietrich von Raitenau, seinem Vorgänger als Fürsterzbischof, wurde während der bayerischen Besatzung vom Domkapitel gewählt. Die eigentliche Wahl fand am 18. März 1612 statt, wobei von den 16 abgegebenen Stimmen zwölf auf ihn fielen. An der Wahl nahm auch der päpstliche Sondernuntius Antonio Diaz teil, der bereits am 12. Jänner mit einer Schar Schneeschaufler von Rom aus nach Salzburg aufgebrochen war, wo er am 14. Februar eintraf. Aufgabe des Sondernuntius in Salzburg war, zuerst den in bayrischer Gefangenschaft befindlichen Landesfürsten Wolf Dietrich zur Resignation zu bewegen und ihn damit einhergehend zum Gefangenen des Papstes Paul V. zu machen. Wolf Dietrich war von den Domherren überdies die Freilassung in Aussicht gestellt worden, ein Ansinnen, gegen das der Herzog von Bayern, Maximilian I., später heftigst protestierte. Am 7. März 1612 resignierte Wolf Dietrich schließlich und ermöglichte somit die Wahl eines Nachfolgers.

## Markus Sittikus als Erzbischof
Die Bischofsweihe spendete ihm am 7. Oktober 1612 der Bischof von Chiemsee, Ehrenfried von Kuenburg. Erst wenige Tage zuvor war Markus Sittikus zum Priester geweiht worden. Am 8. August 1612 erfolgte die Bestätigung der Bischofswahl durch den Papst mit Erhalt des Palliums, am 8. Oktober 1612 zog der neu erwählte Erzbischof zur offiziellen Amtseinführung in Salzburg ein. Mit dabei war bereits sein Neffe Jakob Hannibal, der mit einem Sold von 150 Gulden monatlich ausgestattet wurde. Seinen Cousin Wolf Dietrich hielt er bis zu dessen Lebensende auf der Festung Hohensalzburg gefangen, aus Angst, dieser könne Unruhen auslösen. Trotz der Umstände seines Herrschaftsantritts war er weder Marionette von Maximilian von Bayern noch von Österreich, sondern führte die Politik Wolf Dietrichs fort. Er trat ebenfalls nicht der Katholischen Liga bei, was der bayerischen Politik entschieden zuwiderlief. Dadurch konnte aber Salzburg aus dem Dreißigjährigen Krieg herausgehalten werden.
Am 20. September 1616 gründete er ein nach Carlo Borromeo benanntes Gymnasium in St. Peter, aus dem später die Universität hervorging. Das von ihm gestiftete Sacellum ist ebenfalls Carlo Borromeo geweiht.
Markus Sittikus nahm die unter seinem Vorgänger erschlaffte gegenreformatorische Linie wieder auf. Gleich nach seinem Amtsantritt setzte er Kommissionen ein, die das gesamte Erzstift zu visitieren hatten. Im Ergebnis dieser Generalvisitation wurde unter anderem festgestellt, dass die Mehrzahl der Landpfarrer im Konkubinat lebte und Kinder hatte, woraufhin er eine scharfe Disziplinierungsphase folgen ließ. Danach konnte zwar durch die Bekehrung der „sektischen Untertanen“ die Einheit des Glaubens wieder hergestellt werden, später wurde aber festgestellt, dass diese bloß eine äußerliche geblieben sei.
Besonders am Herzen lag Markus Sittikus die Installierung von Bruderschaften, insbesondere der Fraternität zum „Corpus Christi“, wegen ihrer roten Gewänder auch Rote Bruderschaft genannt, für die er 1618 die Salvatorkirche errichten ließ. Markus Sittikus, der besser Italienisch als Deutsch sprach, nahm sich dabei italienische und spanische Bruderschaften mit ihrer Uniformierung zum Vorbild. Mit roten Bruderschaftskutten, auf denen symbolisch eine Monstranz aufgenäht oder aufgestickt war, vollzogen nun die Mitglieder der Corpus-Christi-Bruderschaft monatlich einen Umgang durch die Stadt. Die Verwendung der Kutten und insbesondere der dazugehörigen Kapuzen erregte bei den Salzburgern Befremden, weswegen der Fürst und die Fraternitätsfunktionäre vorerst mit entblößtem Gesicht und Haupt erschienen, später einigte man sich auf das Tragen von roten Hüten. Im Sinne der Rekatholisierung Salzburgs hegte Markus Sittikus mit den pompös gestalteten Bruderschaftsumzügen eine propagandistische Intention und kam damit der Forderung des Trienter Konzils nach einer sinnfälligen Anbetung des Herrn im Sakrament nach. Gemäß dieser sollte die siegreiche Wahrheit einen solchen Triumph über Lüge und Häresie feiern, daß ihre Gegner, in dem Anblick eines so großen Glanzes und in eine so große Freude der gesamten Kirche versetzt, entweder entkräftet und gebrochen dahinschwinden oder von Scham erfüllt und verwirrt irgendwann einmal wieder zur Einsicht kommen.

## Bautätigkeit
Auch als Bauherr führte er das Konzept seines Vorgängers weiter, allerdings in bescheidenerer Form. Zur Planung des Domneubaus wurde Santino Solari engagiert, der den Plan seines Vorgängers Vincenzo Scamozzi um zwei Drittel verkleinerte. 1614 fand die Grundsteinlegung dieses Neubaus statt, fertiggestellt wurde er allerdings erst unter seinem Nachfolger Paris Lodron 1628. Die beiden von Markus Sittikus erbauten Kirchen, die Markuskirche beim Spital der Barmherzigen Brüder in der Gstättengasse (zerstört beim Felssturz 1669) sowie die Corpus-Christi-Kirche (die Erzbischof Colloredo profanieren ließ) bestehen heute nicht mehr.
Er ließ 1613 bis 1615 – ebenfalls von Santino Solari – das Schloss Hellbrunn samt dem weitläufigen Schlosspark mit den weltberühmten Salzburger Wasserspielen im Süden der Stadt errichten, eine damals moderne Villa suburbana im italienischen Stil. Dass im Steintheater im Schlosspark des Schlosses 1617 die erste Opernaufführung nördlich der Alpen stattgefunden hätte, ist lediglich eine hartnäckige Behauptung: Tatsächlich wurde laut dem zeitgenössischen Chronisten Stainhauser 1614 in der Residenz im Fasching das Pastoral Orfeo aufgeführt. Wahrscheinlich handelte es sich dabei um L’Orfeo von Claudio Monteverdi.
Er hat sich wie sein Vorgänger Verdienste nicht nur um die Barockisierung seiner Stadt, sondern auch um die Verbreitung dieses Stils nördlich der Alpen erworben.
Salzburg (Stadt)
- Salzburg: Dom zu Salzburg. Am Montag, den 18. April 1611, (14 Tage nach Ostermontag) erfolgt durch Fürsterzbischof Wolf Dietrich von Raitenau die Grundsteinlegung des von Vincenzo Scamozzi geplanten Domes. Am Montag, den 15. Juli 1613, einen Tag nach dem Gedenktag des hl. Bonaventura, begannen die Abbrucharbeiten der Grundmauern des bereits begonnenen Scamozzi-Domes. Am Montag, den 14. April 1614, ebenfalls genau 14 Tage nach Ostermontag, erfolgte die Grundsteinlegung des von Santino Solari geplanten Domes. Am 25. Oktober 1614 konnte die Fertigstellung der Grundmauern gefeiert werden. Der Bau wurde unter Paris Lodron (Eindachung, Aufstellung der Hauptaltäre), Guidobald von Thun (Taufkapelle, Domplatz, Dombögen), Max Gandolf von Kuenburg (7 Kapellenaltäre) fortgesetzt und unter Johann Ernst von Thun (hl. Petrus, hl. Paulus, Portaleinfassung zu den Oratorienaufgängen in den Türmen) fertiggestellt.
- Schloss Hellbrunn, 1613–1617
- Erzbischöfliche Residenz
- Franziskanerkirche, Karl-Borromäuskapelle, 1613
- Monatsschlössl, 1616
- Markuskapelle und Spital, 1616–1618
- Universität und Sacellum (begonnen), 1618
- Schloss Emslieb (begonnen), 1618
- Schloss Emsburg (begonnen), 1619
- Klausentor (fertiggestellt), ca. 1612
- Sebastianstor (Linzergasse), 1614
- Franziskustor (Kapuzinerbergportal), 1617
- Gstättentor, 1618
- Rathaus (erweitert), 1616
- Kapelle der Fronleichnams-Brüderschaft

Salzburg (Land)
- Elsbethen: Hochaltar (1616) und Oratorium (1617) in der Pfarrkirche St. Elisabeth
- Grödig: Schloss Glanegg (renoviert)
- Hallein: Haus zum Kuefen machen
- Hallein: Pfarr- und Wallfahrtskirche Dürrnberg, nach Wiederaufbau (ab 1596) 1614 eingeweiht
- Hallein: Pfarr- und Wallfahrtskirche Dürrnberg, Errichtung einer Mauer mit Porta Esquilina, 1619
- Radstadt: Pfarrkirche (Renovierung nach Brand 1616). Das Patrozinium zum Hl. Virgil wurde 1618 auf Mariä Himmelfahrt geändert.
- Wagrain: Marktkirche zum hl. Franziskus

Bayern
- Schloss Tittmoning (renoviert)
- Waging am See: Pfarrkirche (Wiederaufbau nach Brand 1611)

## Gastgeber Ferdinands 1619
Am Dienstag, den 16. Juli 1619, empfing Markus Sittikus Ferdinand, der auf der Reise nach Frankfurt am Main war, wo er zum Kaiser gewählt werden sollte. Markus Sittikus fuhr ihm morgens nach Hallein entgegen, mit einem Tross von acht Kutschen mit den Domkapitularen und Hofherren, fünfhundert Männern der Burgschaft, deren Musketiere teils rote, teils blaue „Schützenröckl“ mit gelben Burgunderkreuzen trugen, und weiteren Personen mit livrierten Angestellten. Beim Einzug in die Stadt Salzburg mittags wurde Salve geschossen, zuerst auf der Festung mit 60 großen Kanonen, dann in einer gestellten Schlachtordnung dreimal aufeinander mit kleinen Waffen. Als Markus Sittikus sich an der Mittagstafel gegenüber Ferdinand setzen wollte, wurde er von diesem an seine Seite gezogen und aufgefordert, doch neben ihm zu sitzen, wo sie sich ganz „fröhlich und lustig“ verhielten. Später erschien James Hay, der Abgesandte des englischen Königs Jakob I. Am Nachmittag zeigte Markus Sittikus seinem Gast Schloss Hellbrunn, wo dieser „sonderbare Belustigung eingenommen“ und im Park drei Stück Wild geschossen habe. Abends wurde zu Ehren Ferdinands L’Orfeo aufgeführt. Am folgenden Tag wohnten sie um 9 Uhr gemeinsam der Heiligen Messe im persönlichen Oratorium des Markus Sittikus bei, dann brach Ferdinand nach Frankfurt auf, wobei Markus Sittikus noch ein Stück mitfuhr. Der Landesfürst hatte dem zukünftigen Kaiser einen Credit Brief über fünfzigtausend Gulden übergeben, ohne Zustimmung des Domkapitels. Diese wurde erst nachträglich widerwillig gewährt, wobei der Dompropst und Hofkammerpräsident Paris von Lodron feststellte, dass das Erzstift nicht mit Schulden überlastet werden dürfe.

## Krankheiten und Ableben

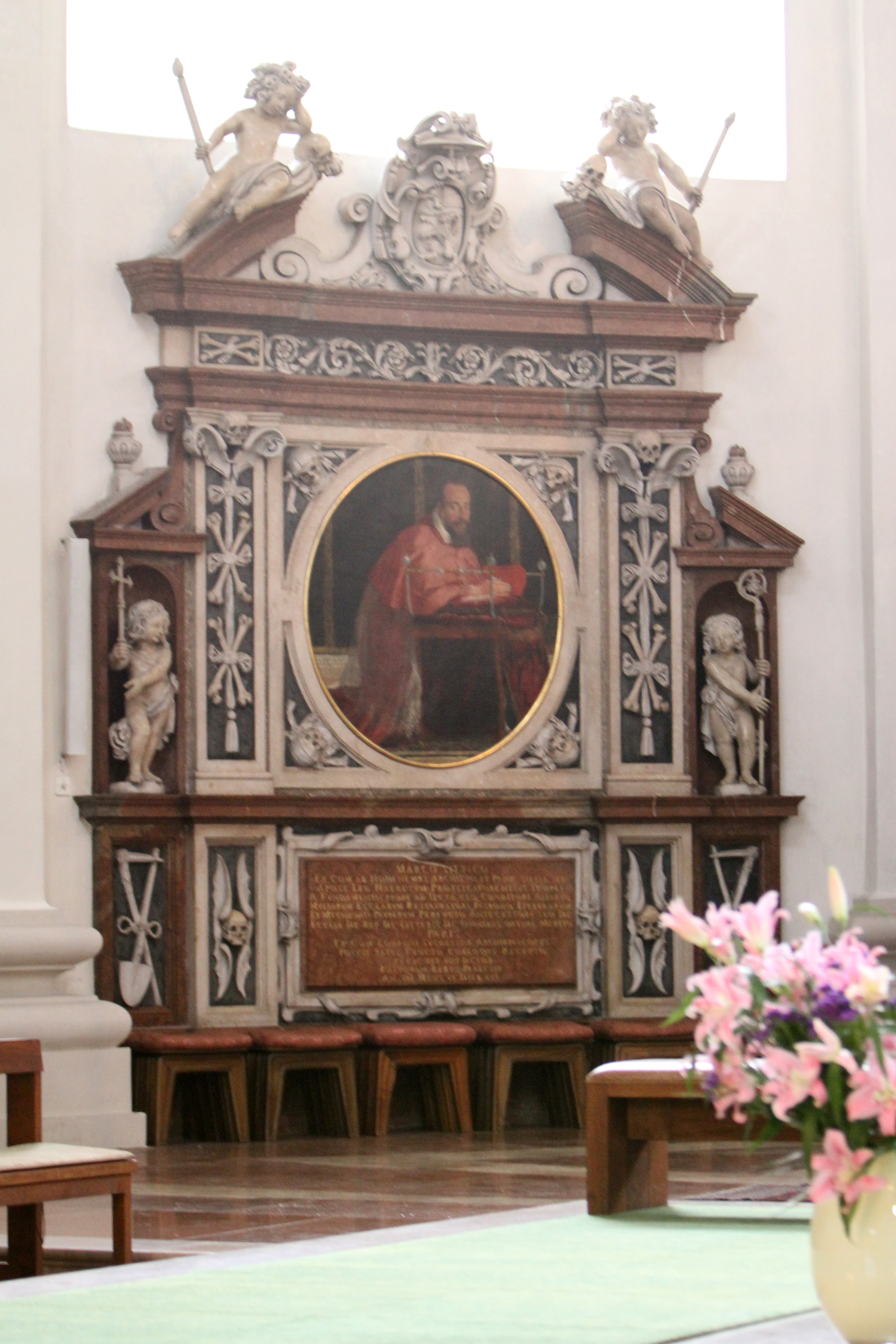
Grabdenkmal für Markus Sittikus von Hohenems im Salzburger Dom

Anscheinend litt der Erzbischof zeitlebens an Hämorrhoiden bzw. Rektumprolaps, ähnlich wie sein Bruder Kaspar von Hohenems, was auf ein Familienleiden hindeutet. Der deshalb aus Gallarate (Lombardei) hinzugezogene Arzt Carlo Moneta verordnete Bäder. Sein Leibarzt Vincenzo Crosina aus Trient, den er 1616 nach Salzburg berufen hatte, meinte hingegen, dass diese Krankheit „inwendig“ geheilt werden müsse.
Ab dem 24. September 1619 hatte Markus Sittikus Fieber, er starb am 8. Oktober. Nach Meinung seiner Ärzte habe sein melancholisches Gemüt diesen „laӱdigen“ Todesfall begünstigt.